# Оксид калифорния(III)
Оксид калифорния(III) — неорганическое химическое соединение калифорния и кислорода с формулой Cf2O3. Является одним из первых полученных твёрдых соединений калифорния, был синтезирован в 1958 году.

## Получение
Синтезируют сжиганием на воздухе ионита, на котором сорбированы ионы трёхвалентного калифорния, при температуре 1400 °C. Также может быть получен при β-распаде оксида берклия(III).

## Физические свойства
Может существовать в трёх различных состояниях:
1. Бесцветные кристаллы объёмно-центрированной кубической сингонии типа α-Mn2O3. Параметр ячейки a = 1,0796-1,0809 нм. Образуются при сжигании на воздухе калифорния или его соединений. Могут слегка окисляться при нагревании на воздухе[2].
2. Желтоватые кристаллы моноклинной сингонии. Параметры ячейки a = 1,4121, b = 0,3592 нм, c = 0,8809 нм, угол β = 100,34°. Образуются при нагревании кристаллов кубической сингонии оксида калифорния(III) в токе водорода при 1450 °C. Идентифицированы в 1967 году[2].
3. Желтоватые кристаллы гексагональной сингонии типа α-La2O3. Параметры ячейки a = 0,372 нм, c = 0,596 нм. Образуются при β-распаде оксида берклия(III) в течение более чем 1490 суток. Данную форму получить трудно, так как она существует в узкой фазовой области между жидким состоянием и моноклинной формой[2].

## Химические свойства
- Окисляется до диоксида калифорния кислородом при температуре 300 °C и давлении 10 МПа:

{\displaystyle {\mathsf {2Cf_{2}O_{3}+O_{2}\ {\xrightarrow {300^{o}C;10MPa}}\ 4CfO_{2}}}}
- Образует галогениды калифорния(III) при реакциях с галогенводородами при нагревании:

{\displaystyle {\mathsf {Cf_{2}O_{3}+6HCl\ {\xrightarrow {520^{o}C}}\ 2CfCl_{3}+3H_{2}O}}}
{\displaystyle {\mathsf {Cf_{2}O_{3}+6HBr\ {\xrightarrow {675^{o}C}}\ 2CfBr_{3}+3H_{2}O}}}
{\displaystyle {\mathsf {Cf_{2}O_{3}+6HF\ {\xrightarrow {600^{o}C;H_{2}}}\ 2CfF_{3}+3H_{2}O}}}
- Окисляется до фторида калифорния(IV) фтором при 450 °C и давлении 0,3 МПа.

- При нагревании в присутствии смеси паров воды и галогенводорода образует соответствующие оксогалогениды калифорния(III) состава CfOHal (Hal = Cl, Br, I, F).

- При температуре 1100 °C реагирует со смесью сероуглерода и водорода с образованием сульфида калифорния(III)[1]:

{\displaystyle {\mathsf {2Cf_{2}O_{3}+3CS_{2}\ {\xrightarrow {1100^{o}C}}\ 2Cf_{2}S_{3}+3CO_{2}}}}
- Восстанавливается литием при нагревании до металлического калифорния[3]:

{\displaystyle {\mathsf {Cf_{2}O_{3}+6Li\ {\xrightarrow {t}}\ 2Cf+3Li_{2}O}}}